# Övre Fisktjärnen
Övre Fisktjärnen är en sjö i Bergs kommun i Jämtland och ingår i Indalsälvens huvudavrinningsområde.